# プリズナーズ
『プリズナーズ』（Prisoners）は、2013年のアメリカ合衆国のクライムドラマ映画。監督はドゥニ・ヴィルヌーヴ、出演はヒュー・ジャックマンとジェイク・ジレンホールなど。誘拐された幼い娘を救い出そうとして暴走する父親と事件の顛末を描いている。

## ストーリー
ペンシルベニア州のとある田舎町。小さな工務店を営むケラー・ドーヴァー一家は、隣家のフランクリン・バーチ一家と共に感謝祭を迎えていた。だがその最中、ケラーの6歳の娘アンナとバーチ家の7歳の娘ジョイが遊びに行ったきり行方不明になってしまう。この事件を担当することになったデビッド・ロキ刑事は、二人が何者かに誘拐されたと見て、現場付近で目撃された不審なRV車を手がかりに、それに乗っていた青年アレックス・ジョーンズを拘束する。しかし、アレックスは10歳程度の知能しかなく、まともな証言も決定的な証拠も得ることはできずに、釈放の期限を迎えてしまう。
一向に進展しない警察の捜査に業を煮やしたケラーは、アレックスに詰め寄り娘の居場所を聞き出そうとすると、その際にアレックスが発した一言からアレックスが犯人だと確信する。娘を取り戻したい一心から、ケラーはついにアレックスを拉致監禁し、娘の居場所を吐かせようと拷問を開始する。
一方、ロキ刑事は別の容疑者がいると考え、性犯罪の前科のある人物を中心に捜査にあたっていると、パトリック・ダン神父の家の地下室でミイラ化した死体を発見する。ミイラは円形の『迷路』のペンダントを身に着けている。神父を拘束し尋問すると、死体は告解に来た男性で子供16人を誘拐し殺害したという男性で、さらに殺すと予告したため神父が殺したという。ミイラの死体の身元は不明のままであった。
事件の無事解決を祈る人達の集会に訪れたロキ刑事は、その集会で不審な男を見かけるが、逃げられてしまったため、この不審人物の似顔絵を公開し、情報募集をかける。ある夜、この人物がケラーと隣人のフランクリンの家に不法侵入する。誰にも見られることなく逃げ去ったため、ケラーの妻グレイスはアナが帰ってきたと錯乱状態で主張するが、ロキ刑事はグレイスが睡眠薬に頼っていることからあまり信用せず、地下室にアルカリ剤や普通の家庭では備えているはずのないものが大量にあったことから、むしろケラーに疑惑を抱く。
ロキ刑事はケラーをマークし、ケラーがアレックスへの拷問を続けている廃屋まで行き着く。しかし廃屋を訪れた矢先、スーパーマーケットから「似顔絵の不審人物が来た」と連絡が入り、廃屋にアレックスが監禁されている事に気付くことなくその場を離れる。不審人物はボブ・テイラーと言い、自宅で尋問したところ怪しい行動を取ったため拘束、家宅捜査をする。ボブの自宅では大量の蛇と血の付いた衣服が見つかり、ボブは二人の子供を殺したと自供したため逮捕する。
だが、ロキ刑事は二人の遺体がまだ見つかっていないことから、ボブに遺体のある場所を描くよう要請する。しかし、ボブは「『迷路』を解いたら出してやる」と意味不明なことを口走り、ひたすら『迷路』を書き続けるばかりで一向に埒が明かず、しまいには尋問してきた警官の銃を奪い拳銃自殺する。ボブが書いた『迷路』は神父の家で見つかったミイラの死体のアクセサリーと同じ『迷路』だった。
ボブが今回の事件の犯人とされたが、ボブの自宅で見つかった血液は豚の血液で、衣服はケラーとフランクリンの家から窃盗したものであり、ボブは無関係であることが分かった。
一方ケラーはアレックスへの尋問により『迷路』についての情報を得る。意味を理解できないケラーはアレックスの事実上の親である叔母のホリー・ジョーンズに尋ねてみたが、ホリーの主人は既に亡くなっており、蛇が大好きだったという情報くらいしか得られず、ホリー宅を辞去する。
ホリー宅を後にすると、ケラーのもとに隣人の娘ジョイが無事保護されたと連絡が入る。ジョイは衰弱しきっていたが、アナの場所について問いただすと「あなたもあそこにいた」と証言する。ケラーは直近の行動からアナはホリーの家にいると悟り急行すると、そこでホリーは遂に本性を明かす。ホリーは夫と共謀し数多くの子供を誘拐・殺害し、アレックスとボブもその被害者の一人であった。ケラーは隙を突かれ、逆に地下の密室に監禁されてしまう。その地下室で娘が大切にしていたホイッスルが落ちているのを発見する。
一方ロキ刑事は、ケラーは廃屋に向かったと考え廃屋に駆けつけると、そこでアレックスを発見、アレックスの無事を報告するためホリーの家に向かう。しかしホリーの家に飾られている写真に『迷路』のペンダントをした男性を見つけ、神父の家で見つかったミイラはホリーの夫であり、ホリーが今回の事件の犯人だと悟る。そしてホリーがアナに薬物を注射しようとしているところに遭遇し射殺、アナの救出に成功する。
事件終結後、ケラーは行方不明となっていたが、ロキ刑事は静寂に包まれたホリーの家でホイッスルを耳にし、音のする方向を振り向く。

## キャスト
- ケラー・ドーヴァー - ヒュー・ジャックマン

工務店店主。幼い娘が何者かに誘拐される。
- ロキ刑事 - ジェイク・ジレンホール

女児誘拐事件を追う刑事。
- ナンシー・バーチ - ヴィオラ・デイヴィス

ドーヴァー家の隣人。ドーヴァー家同様、幼い娘が誘拐される。
- グレイス・ドーヴァー - マリア・ベロ

ケラーの妻。
- フランクリン・バーチ - テレンス・ハワード

ナンシーの夫。
- ホリー・ジョーンズ - メリッサ・レオ

アレックスの叔母。
- アレックス・ジョーンズ - ポール・ダノ

RV車に乗った不審な青年。知能が10歳児程度しかない。
- ラルフ・ドーヴァー - ディラン・ミネット

ドーヴァー家の息子。誘拐されたアンナの兄。
- イライザ・バーチ - ゾーイ・ソウル（英語版）

ドーヴァー家の娘。誘拐されたジョイの姉。
- アンナ・ドーヴァー - エリン・ゲラシモヴィッチ

ドーヴァー家の幼い娘。何者かに誘拐される。
- ジョイ・バーチ - カイラ・ドリュー・シモンズ

バーチ家の幼い娘。何者かに誘拐される。
- リチャード・オマリー警部 - ウェイン・デュヴァル

ロキの上司。
- パトリック・ダン神父 - レン・キャリオー

過去に性犯罪を犯した神父。
- ボブ・テイラー - デヴィッド・ダストマルチャン

不審な男性。
- ジョーンズ氏 - デニス・クリストファー（写真のみ、クレジットなし）

ホリーの夫。

## スタッフ
- 監督 - ドゥニ・ヴィルヌーヴ
- 脚本 - アーロン・グジコウスキ
- 音楽 - ヨハン・ヨハンソン
- 撮影 - ロジャー・A・ディーキンス
- 編集 - ジョエル・コックス、ゲイリー・D・ローチ（英語版）
- 日本語字幕 - 松浦美奈

## 日本語吹替
| 役名                     | 俳優                         | 日本語吹替                                                | 日本語吹替                                                                              |
| 役名                     | 俳優                         | ソフト版                                                  | BSジャパン版                                                                            |
| ------------------------ | ---------------------------- | --------------------------------------------------------- | --------------------------------------------------------------------------------------- |
| ケラー・ドーヴァー       | ヒュー・ジャックマン         | 東地宏樹                                                  | 山路和弘                                                                                |
| ロキ刑事                 | ジェイク・ジレンホール       | 高橋広樹                                                  | 東地宏樹                                                                                |
| ナンシー・バーチ         | ヴィオラ・デイヴィス         | 喜田あゆ美                                                | 朴璐美                                                                                  |
| グレイス・ドーヴァー     | マリア・ベロ                 | 山像かおり                                                | 藤本喜久子                                                                              |
| フランクリン・バーチ     | テレンス・ハワード           | 坂詰貴之                                                  | 中尾隆聖                                                                                |
| ホリー・ジョーンズ       | メリッサ・レオ               | 佐藤しのぶ                                                | 一柳みる                                                                                |
| アレックス・ジョーンズ   | ポール・ダノ                 | 寸石和弘                                                  | 浪川大輔                                                                                |
| ラルフ・ドーヴァー       | ディラン・ミネット           |                                                           | 河本啓佑                                                                                |
| イライザ・バーチ         | ゾーイ・ソウル               | 御沓優子                                                  | 松浦裕美子                                                                              |
| アンナ・ドーヴァー       | エリン・ゲラシモヴィッチ     | 渚兎奈                                                    | 宇山玲加                                                                                |
| ジョイ・バーチ           | カイラ・ドリュー・シモンズ   | 渚兎奈                                                    | 朝井彩加                                                                                |
| リチャード・オマリー警部 | ウェイン・デュヴァル         | 西村太佑                                                  | 浦山迅                                                                                  |
| パトリック・ダン神父     | レン・キャリオー             |                                                           |                                                                                         |
| ボブ・テイラー           | デヴィッド・ダストマルチャン |                                                           |                                                                                         |
| 役不明又はその他         |                              | 園田泰隆 桂一雅 野沢聡 宮沢きよこ マンモス西尾 後藤ヒロキ | 丸山壮史 玉野井直樹 新田万紀子 堂坂晃三 佐々木啓夫 美名 祐仙勇 水瀬郁 内野孝聡 森田了介 |
|                          |                              |                                                           |                                                                                         |
| 演出                     |                              | 乃坂守蔵                                                  | 高橋剛                                                                                  |
| 翻訳                     |                              | 徐賀世子                                                  | 高山美香                                                                                |
| 調整                     |                              |                                                           | 中西一仁                                                                                |
| 効果                     |                              |                                                           | 桜井俊哉                                                                                |
| 担当                     |                              |                                                           | 別府憲治 宮地奈緒 （HALF H・P STUDIO）                                                  |
| 配給                     |                              |                                                           | 松竹株式会社                                                                            |
| プロデューサー           |                              |                                                           | 夏目健太郎 久保一郎 （BSジャパン）                                                      |
| 制作                     |                              | ポニーキャニオン                                          | BSジャパン HALF H・P STUDIO                                                             |
| 初回放送                 |                              |                                                           | 2016年12月30日 23:00-1:30 『年忘れシネマスペシャル』                                    |